# Batalla de Geok Tepe
La batalla de Geok Tepe o batalla de Gökdepe fue el acontecimiento principal de la campaña rusa de 1880-1881 para conquistar a la tribu turcomana Teke. Su efecto fue darle al Imperio ruso control sobre la mayor parte de lo que hoy es Turkmenistán, casi completando así la conquista rusa de Asia Central.
La batalla también se llama Denghil-Tepe o Dangil Teppe. Las fuentes son inconsistentes, pero Denghil-Tepe parece haber sido el nombre del fuerte y también el nombre de una pequeña colina o túmulo en la esquina noroeste del fuerte. Geok Tepe ('Colina Azul') parece referirse al área general, la ciudad moderna, un pueblo cercano y una montaña al sur. Skrine dice que el fuerte encerraba 2.6 kilómetros cuadrados  o más, con muros de barro de 5.5 m de espesor y 3 m de alto en el interior y una zanja seca de 1.2 m en el exterior, aunque se dan otras dimensiones. El área era parte del oasis de Ajal donde los arroyos que bajan del Kopet Dag apoyan la agricultura de riego.
Los rusos mataron a todos los varones turcomanos que no lograron escapar del fuerte, pero salvaron a unas 5,000 mujeres y niños. Liberaron a unos 600 esclavos persas.

## Campaña y asedio
Después de que las fuerzas rusas fueran derrotadas en una campaña anterior, en 1879, Rusia comenzó a planificar una nueva campaña. El problema básico era conseguir suministros, ya que la zona de Ajal era un oasis rodeado por varios cientos de kilómetros de semidesierto. En marzo de 1880, Mijaíl Skóbelev fue puesto a cargo de la región Transcaspia. Adoptó el plan original de Lazarev de un avance lento y masivo. En lugar de Khoja Kale, eligió una base en Bami, en el lado norte de Kopet Dag. En algún momento decidió tomar Geok Tepe mediante un asedio en lugar de un asalto. Llegó a Chikislyar en mayo, avanzó por los ríos Atrek y Sumbar y el 11 de junio ocupó Bami. La acumulación fue lenta, en parte debido a la escasez de camellos. En julio realizó un reconocimiento con tropas para examinar Geok Tepe. 
En la primera quincena de diciembre tenía suficientes hombres y suministros y se trasladó a ocupar un fuerte al que renombró "Samur" a pocos kilómetros al oeste de Geok Tepe. El 27 de diciembre, Alekséi Kuropatkin llegó con cinco compañías, después de haber realizado una notable marcha a través del desierto desde Jiva. A finales de mes, Skóbelev contaba con 4,020 soldados de infantería, 750 de caballería, así como artillería, cohetes, varias ametralladoras y heliógrafos para comunicaciones. 
Se pensaba que había unos 40,000 Tekes en la zona. El 1 de enero de 1881 ocupó Yanghi-Kala al sur del fuerte para controlar el suministro de agua y al día siguiente eligió la esquina sureste como punto de ataque y al día siguiente trasladó el campamento principal a Yanghi-Kala. 
Del 4 al 8 de enero se construyó el primer paralelo a unos 640 metros del fuerte. Para proteger esto, se envió un destacamento para capturar un pequeño reducto al norte y el general Petrushevich fue asesinado después de atravesar la puerta. Los Tekes realizaron incursiones los días 9, 11 y 16. 
Estos tuvieron un gran éxito, pero costaron muchas vidas turcomanas. El campamento se trasladó dos veces al norte para facilitar las salidas. Los rusos sólo tenían suficientes hombres para mantener una línea de asedio en la esquina sureste y a los Tekes generalmente se les permitía entrar y salir por el lado norte del fuerte. El 18 de enero se inició una mina en el lado sureste y dos días después la artillería abrió una brecha en el muro sur que fue rápidamente reparada. El 23 de enero se completó la mina y se cargó con 1,180 kg  de polvo.

## Batalla

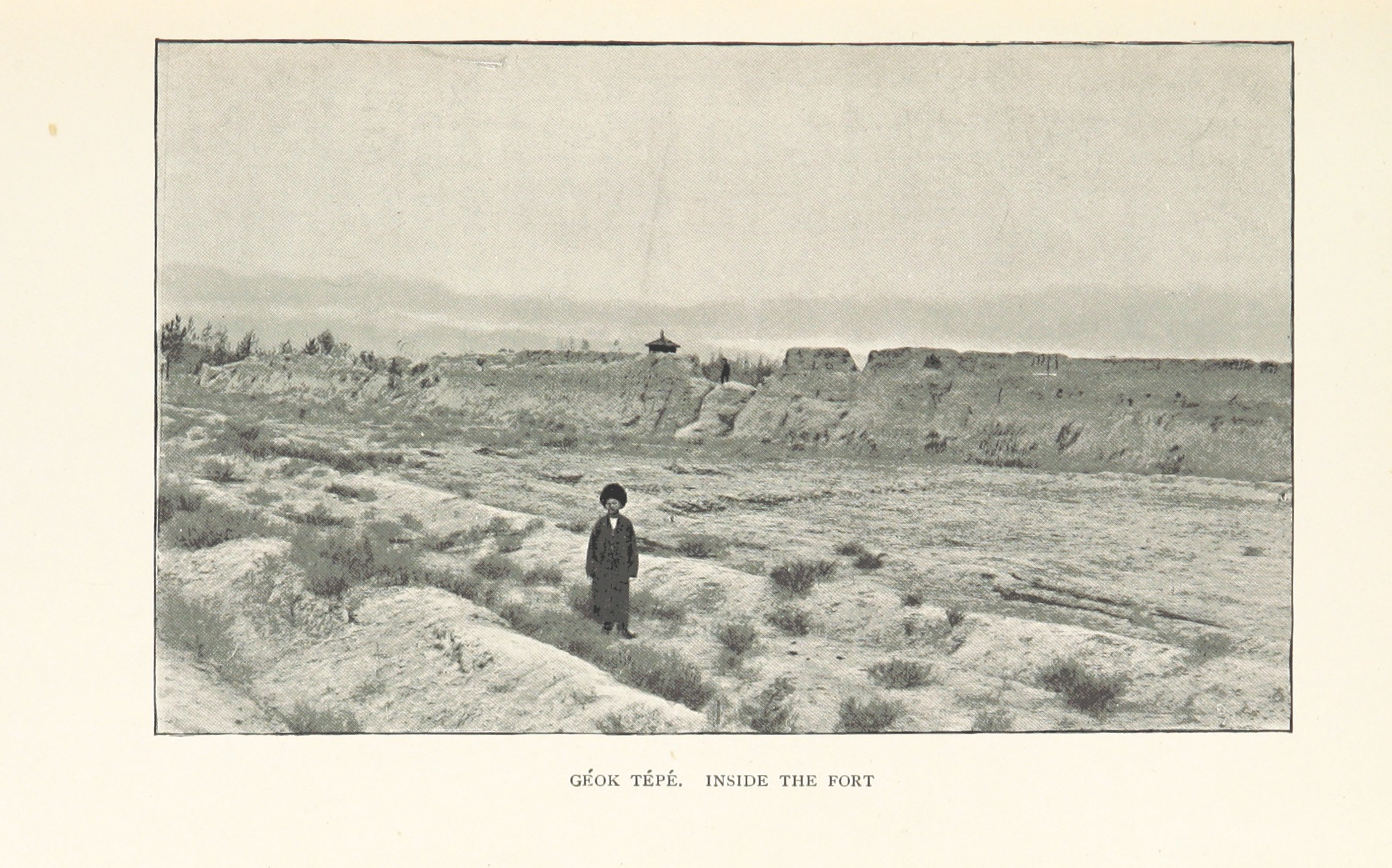
Ruinas del fuerte

El ataque comenzó a las 07:00 horas del 24 de enero. Toda la artillería se abrió y la artillería del sur empezó a reabrir la brecha sur. En el lado oeste se realizó un ataque de distracción para capturar un reducto. La mina explotó a las 11:20 y provocó una apertura de 42 metros en la pared. Kuropatkin condujo a once compañías y media a la brecha, que fue tomada. Al mismo tiempo, Kozelkov dirigió ocho compañías hacia la brecha sur, que resultó demasiado pequeña. Fueron detenidos y la brecha sólo se tomó cuando se reunieron las reservas, tomándose los flancos con escaleras. 
Los dos grupos se unieron y, siguiendo instrucciones, comenzaron a atrincherarse. Mientras tanto, el grupo occidental escaló el muro. Ante este éxito, Skóbelev revocó órdenes y ordenó un avance general. Por la tarde, la colina en la esquina noroeste fue tomada y los Tekes que huyeron por el muro norte, fueron perseguidos por la caballería. La persecución continuó durante 16 kilómetros y sólo fue detenida al caer la noche.

## Secuelas
En la batalla del último día, Skóbelev informó de 59 muertos, 304 heridos y 85 heridos leves. Para el mes de enero, el "Oficial indio" dio 1,108 rusos muertos y heridos de los 5,000 participantes. La munición gastada fue de 287,314 balas; 5,864 proyectiles de artillería y 224 cohetes. Miles de camellos de transporte murieron durante la campaña. Se estima que murieron 20,000 tekes. 
El 30 de enero los rusos trasladaron 45 km al sureste y tomó Asjabad, que entonces era un lugar bastante pequeño. No pudieron ir mucho más lejos debido a las grandes pérdidas y la falta de suministros. Skobelev fue destituido del mando, probablemente debido a la matanza excesiva de civiles. El 6 de mayo de 1881, Transcaspia fue declarada óblast del Imperio Ruso bajo el virrey del Cáucaso. En septiembre, Persia firmó el Tratado de Ajal formalizando el río Atrak como frontera. Los siguientes movimientos rusos fueron la captura de Merv en 1884 y el avance hacia Panjdeh en 1885. En la década de 1990 se construyó una mezquita para conmemorar el asedio y a los defensores. En Turkmenistán la batalla se recuerda como un día de luto nacional y la resistencia se cita a menudo como fuente de orgullo nacional. 
El último párrafo del informe oficial de Skobelev dice: "Después de la captura de la fortaleza, 6,500 cadáveres fueron enterrados en su interior. Durante la persecución, 8,000 murieron". En la página anterior escribió: "En esta persecución de dragones y cosacos...las muertes de ambos sexos ascendieron a 8,000 personas".